# Шкема, Казис
Казис Шкема (лит. Kazys Škėma, 11 ноября 1908 — 6 ноября 1991) — литовский и американский шахматист и шахматный журналист.
В 1930-е годы был чемпионом Мажейкяя.
В составе сборной Литвы участник неофициальной шахматной олимпиады 1936 года.
В ходе Второй мировой войны оказался на территории Германии. Во второй половине 1940-х годов участвовал в соревнованиях для проживавших в Германии мигрантов из Прибалтики.
В 1950 году переехал в США. Сначала жил в Бостоне, затем в Детройте. В 1961 году стал победителем чемпионата штата Мичиган.
Журналистская деятельность Шкемы началась в 1934 году в журнале «Šachmatai ir bridžas», издававшемся в Каунасе В. И. Микенасом. Находясь в Германии, Шкема был редактором издававшегося в Бломберге журнала на литовском языке „Mūsų šachmatai“ («Наши шахматы»; 1947—1948).

## Спортивные результаты
| Год  | Город       | Соревнование                                                 | + | − | = | Результат | Место |
| ---- | ----------- | ------------------------------------------------------------ | - | - | - | --------- | ----- |
| 1936 | Мюнхен      | Неофициальная шахматная олимпиада (сборная Литвы, 7-я доска) | 3 | 8 | 3 | 4½ из 14  |       |
| 1946 | Мербек      | Международный турнир                                         | 4 | 4 | 5 | 6½ из 13  | [ 3 ] |
|      | Аугсбург    | Международный турнир                                         | 3 | 1 | 4 | 5 из 8    |       |
| 1947 | Ханау       | Мемориал Г. К. Матисона                                      |   |   |   |           |       |
| 1948 | Альтенбекен | Чемпионат Северного Рейна — Вестфалии                        | 5 | 3 | 3 | 6½ из 11  | 4     |
| 1949 | Бюнде       | Чемпионат Северного Рейна — Вестфалии                        | 5 | 6 | 0 | 5 из 11   | 6     |
| 1961 |             | Чемпионат Мичигана                                           |   |   |   |           | 1     |